# Kanton Asse
Kanton Asse is een kanton in de Belgische provincie Vlaams-Brabant en het arrondissement Halle-Vilvoorde. Het is de bestuurslaag boven die van de desbetreffende gemeenten, tevens is het een gerechtelijk niveau waarbinnen een vredegerecht georganiseerd wordt dat bevoegd is voor de deelnemende gemeenten. Beide types kanton beslaan niet noodzakelijk hetzelfde territorium.

## Gerechtelijk kanton Asse
Asse is een gerechtelijk kanton met zetel in Asse dat een vredegerecht inricht en gelegen is in het gerechtelijk arrondissement Brussel.
Dit gerechtelijk kanton is bevoegd voor de gemeenten Affligem, Asse, Merchtem, Opwijk en Ternat.
De vrederechter is bevoegd bij gezinsconflicten, onderhoudsgeschillen, voogdij, bewindvoering, mede-eigendommen, appartementseigendom, burenhinder ...

## Kieskanton Asse
Het kieskanton Asse ligt in het provinciedistrict Halle-Vilvoorde, het kiesarrondissement Halle-Vilvoorde en de kieskring Vlaams-Brabant. Het bestaat uit 125 stembureaus. en omvat de gemeenten:
- Affligem (inclusief Essene, Hekelgem en Teralfene),
- Asse (inclusief Bekkerzeel, Kobbegem, Mollem, Relegem, Zellik),
- Dilbeek (inclusief Groot-Bijgaarden, Itterbeek, Schepdaal, Sint-Martens-Bodegem en Sint-Ulriks-Kapelle),
- Liedekerke,
- Merchtem (inclusief Brussegem en Hamme),
- Ternat (inclusief Sint-Katherina-Lombeek en Wambeek)
- Opwijk (inclusief Mazenzele)

Verschillende deelgemeenten van eenzelfde gemeente behoorden tot 1 januari 1995 (oprichting van de provincie Vlaams-Brabant) tot verschillende kieskantons, waarvan een aantal in een kanton dat ook deels in het arrondissement Brussel-Hoofdstad gelegen was. Het gaat om: 
- Zellik, Dilbeek, Itterbeek, Groot-Bijgaarden, Sint-Martens-Bodegem (kanton Anderlecht)
- Schepdaal (kanton Lennik)

### Structuur
| Asse             | Asse             | Supranationaal         | Nationaal                         | Nationaal                | Gemeenschap              | Gewest                   | Provincie                | Arrondissement  | Provinciedistrict | Kanton          | Gemeente                                                | District         |
| ---------------- | ---------------- | ---------------------- | --------------------------------- | ------------------------ | ------------------------ | ------------------------ | ------------------------ | --------------- | ----------------- | --------------- | ------------------------------------------------------- | ---------------- |
| Administratief   | Niveau           | Europese Unie          | België                            | België                   | Vlaanderen               | Vlaanderen               | Vlaams-Brabant           | Halle-Vilvoorde | Halle-Vilvoorde   | Halle-Vilvoorde | Affligem, Asse, Dilbeek, Liedekerke, Opwijk en Merchtem | -                |
| Administratief   | Bestuur          | Europese Commissie     | Belgische regering                | Belgische regering       | Vlaamse regering         | Vlaamse regering         | Deputatie                | Deputatie       | Deputatie         | Deputatie       | Gemeentebestuur                                         | Districtscollege |
| Administratief   | Raad             | Europees Parlement     | Kamer van volksvertegenwoordigers | Vlaams Parlement         | Vlaams Parlement         | Vlaams Parlement         | Provincieraad            | Provincieraad   | Provincieraad     | Provincieraad   | Gemeenteraad                                            | Districtsraad    |
| Kiesomschrijving | Kiesomschrijving | Nederlands Kiescollege | Kieskring Vlaams-Brabant          | Kieskring Vlaams-Brabant | Kieskring Vlaams-Brabant | Kieskring Vlaams-Brabant | Kieskring Vlaams-Brabant | Halle-Vilvoorde | Halle-Vilvoorde   | Asse            | Affligem, Asse, Dilbeek, Liedekerke, Opwijk en Merchtem | -                |
| Verkiezing       | Verkiezing       | Europese               | Federale                          | Federale                 | Vlaamse                  | Vlaamse                  | Provincieraads-          | Provincieraads- | Provincieraads-   | Provincieraads- | Gemeenteraads-                                          | Districtsraads-  |